# Mosquée Sidi El Haloui
La mosquée Sidi El Haloui (en arabe : مسجد سيدي الحلوي) est une mosquée historique et un complexe religieux à Tlemcen, Algérie, construit en 1353.

## Histoire
La mosquée est dédiée à Abou Abdallah Echoudsy, connu sous le nom de Sidi el Haloui, un cadi de Séville venu à Tlemcen à la fin du XIIIe siècle. Il est ensuite accusé de sorcellerie, probablement dans le cadre d'un complot diffamatoire, et exécuté vers 1305,. Après la réhabilitation de sa réputation, le sultan mérinide Abu Inan Faris érige ce complexe religieux à côté de son mausolée en 1353.

## Architecture
Le complexe historique se compose d'une mosquée, du tombeau de Sidi El Haloui construit à côté et d'une salle d'ablutions située de l'autre côté de la route. Le complexe comprenait également autrefois une madrasa et une zawiya, mais celles-ci n'ont pas survécu. Le mausolée est une structure modeste. La salle d'ablutions, qui existe encore aujourd'hui, est couverte d'un dôme central et contenait des latrines,.
La salle de prière est identique à celle de la mosquée Sidi Boumediene, à laquelle on accède aussi par des portes latérales. Elle comporte cinq balatat (nefs) perpendiculaires au mur de qibla. Seize piliers et huit colonnes d'onyx veiné de rose, provenant du palais de Mansourah, supportent les arcs brisés outrepassés. Les plafonds sont en bois de cèdre sculpté à assemblage apparent. Une grande partie des murs et des arcs sont décorés en plâtre, ceci notamment au niveau des riwaq (galeries) bordant le sahn (cour) où le décor, haut de 1,20 m, est surmonté de frises avec des inscriptions coufiques. Le mihrab est de forme hexagonale et comporte une coupolette à stalactites et des panneaux rectangulaires. L'encadrement a perdu toute décoration et repose sur deux colonnes du même onyx que celui de la salle de prière. Les chapiteaux comportent des inscriptions : sur celui de droite, elles concernent le saint auquel est consacrée la mosquée ; sur celui de gauche, le prince qui la fit édifier. 
Le minaret quadrangulaire, d'une hauteur de 25 mètres, se compose de deux parties, la tour et le lanternon. Sa base étant dégagée, la décoration de ses façades se prolonge plus bas que le bord de la toiture de la mosquée. Le sahn, d'environ 10 x 10 m, est bordé d'un riwaq à l'est et à l'ouest. La salle d'ablutions, un carré de 7 loges et de 2 bassins, se trouve séparée de la mosquée par une rue, en face du minaret. Une volée de 9 marches y conduit. La salle d'ablutions est couverte d'une coupole visible de l'extérieur.
Dans le contexte des ouvrages mérinides, la mosquée Sidi El Haloui démontre clairement l'intervention d'ateliers locaux. La commande mérinide ne cherchait pas à imposer un art étranger au pays tlemcenien, mais a stimulé l'émergence d'une école régionale de l'Islam d'Occident.

## Galerie

Le village de Sidi El Haloui  en 1889
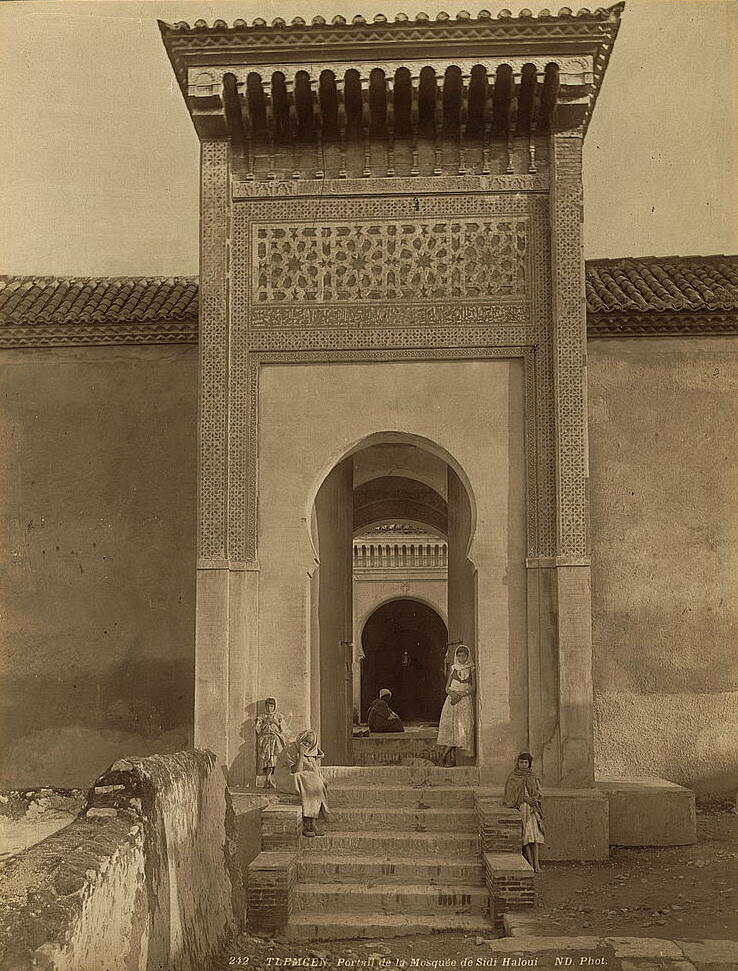
Portail de la mosquée Sidi El Haloui en 1860
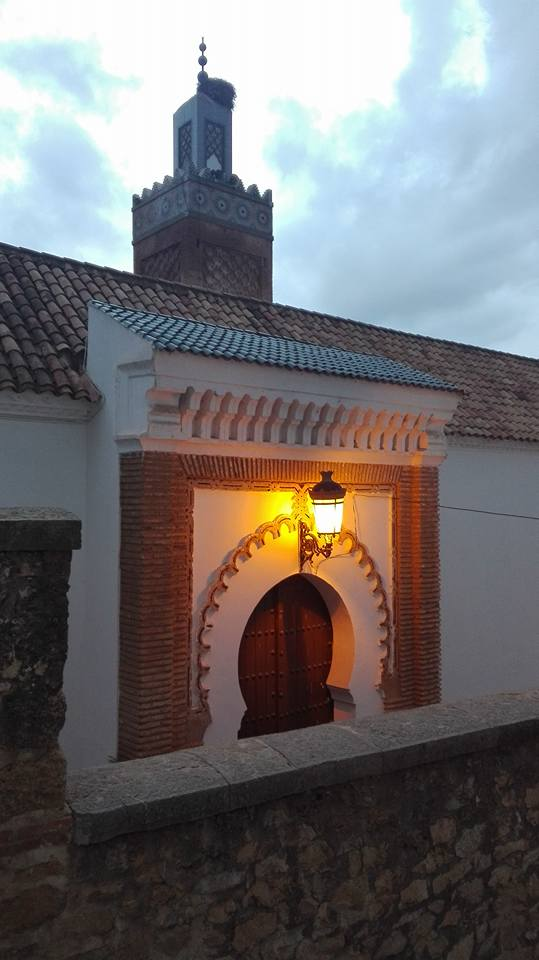
L'entrée de la mosquée
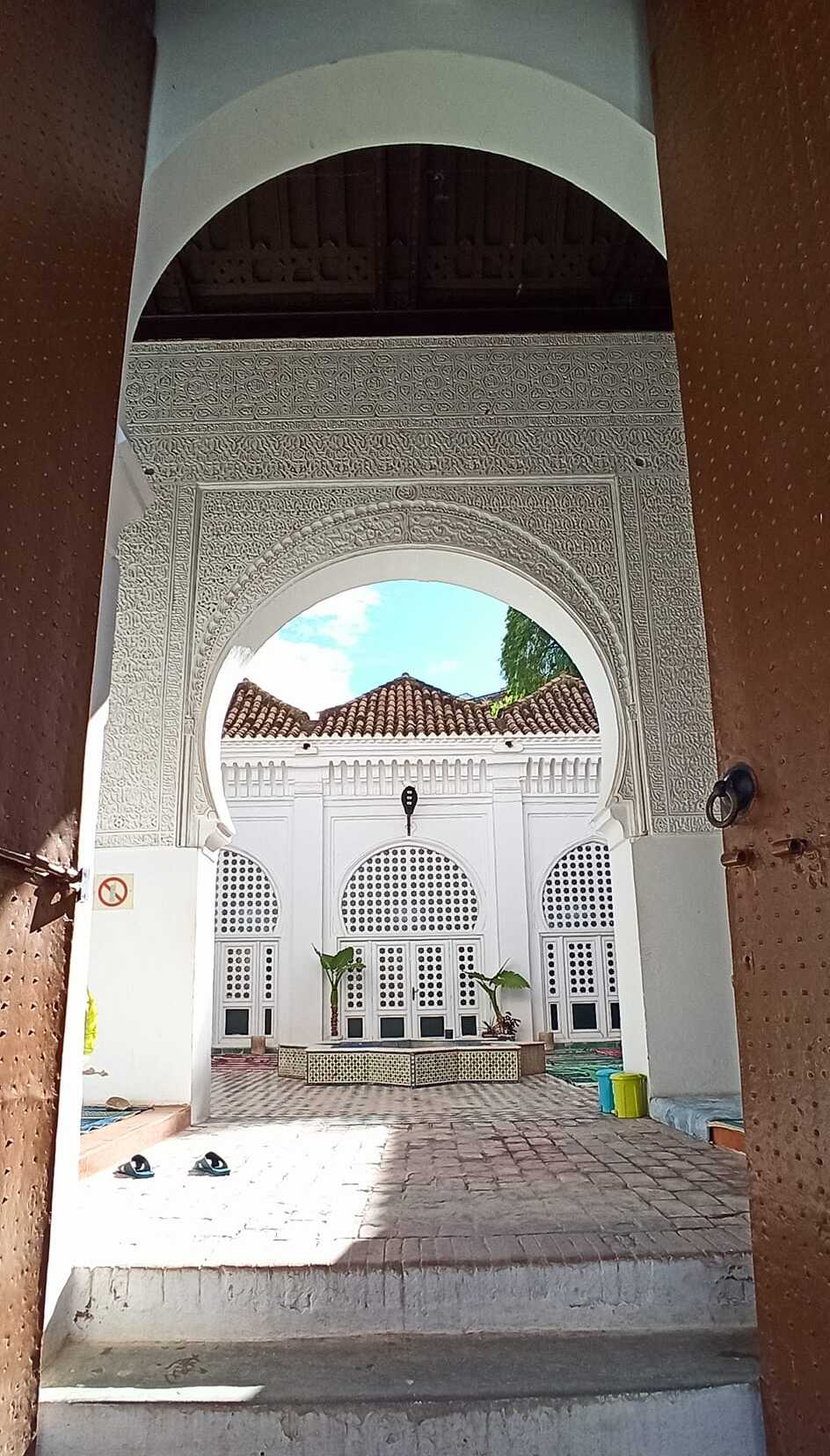
Vue sur la cour